# Nipawin
Nipawin ist eine Stadt in der kanadischen Prärieprovinz Saskatchewan mit 4401 Einwohnern (2016).

## Geographie
Nipawin liegt am Saskatchewan River, 55 Kilometer nördlich von Tisdale und 115 Kilometer östlich von Prince Albert, in der als Aspen Parkland bezeichneten kanadischen Ökoregion. Die Saskatchewan Highways 35 und 55 treffen sich in Nipawin.

## Geschichte
Ureinwohner der Gegend waren First Nations, die in erster Linie am Saskatchewan River vom Fischfang lebten. Wenn die Männer mit ihren Kanus zur Jagd auszogen, blieben Frauen und Kinder am Ufer zurück und die Stelle wurde in ihrer Sprache Nipowewin mit der Bedeutung ‚Warteplatz‘ genannt. Im Jahr 1748 ließen sich aus Montreal kommende Siedler dort nieder und betrieben einen kleinen Warenumschlagsplatz (trading post). Hauptlebensgrundlage war zunächst der Handel mit Fellen. Aufgrund des Waldreichtums der Gegend wurden auch Sägewerke gebaut. Durch den Anschluss an eine Eisenbahnlinie sowie den Bau einer Brücke im Jahr 1928 über den Saskatchewan River wurde die Infrastruktur des Ortes weiter verbessert. Mit der Errichtung des E. B. Campbell-Staudamms 1963 sowie des Francois-Finlay-Staudamms 1986 wurden zwei Wasserkraftwerke in Betrieb genommen. Dadurch entstanden auch zwei Stauseen, der Tobin Lake im Nordosten und der Codette Lake im Südwesten von Nipawin. Die Stadt wird deshalb auch als Town on Two Lakes bezeichnet. Die Kraftwerke werden von dem Energieversorgungsunternehmen SaskPower betrieben. Heute ist die Stadt aufgrund des Fischreichtums im Fluss und in den Seen ein beliebtes Ziel für Touristen und Angler. Im Winter ist das Eisfischen sehr populär. Schwerpunktmäßig werden folgende Fischarten geangelt: Glasaugenbarsch, Kanadischer Zander, Amerikanischer Flussbarsch, See-Stör und Hecht. In Nipawin ist die Eishockeymannschaft der Nipawin Hawks ansässig.
|  |  |

## Söhne und Töchter der Stadt
- Lyndon Byers (1964–2025), Eishockeyspieler
- Dane Byers (* 1986), Eishockeyspieler